# Theodor Pöschl

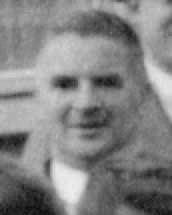
Theodor Pöschl (1930)

Theodor Michael Friedrich Pöschl (* 6. September 1882 in Graz; † 1. Oktober 1955 in Rimini) war ein österreichischer Angewandter Mathematiker und Ingenieur. Er war Professor für Technische Mechanik in Prag und Ordinarius für Mechanik und Angewandte Mathematik an der Technischen Hochschule Karlsruhe.

## Leben
Pöschl studierte 1899 bis 1903 in Graz und Göttingen Maschinenbau. Er war von 1904 bis 1906 Assistent an der Montanistischen Hochschule Leoben und wurde 1907 in Graz promoviert. Danach war er dort Assistent und nach der Habilitation 1910 Privatdozent. Er war ab 1911 außerordentlicher Professor und ab 1916 ordentlicher Professor für Technische Mechanik an der Deutschen Technischen Hochschule Prag, wobei er 1914 bis 1918 Wehrdienst im Ersten Weltkrieg leistete. 1925 bis 1926 war er Rektor der Hochschule. Ab 1928 war er ordentlicher Professor für Mechanik und Angewandte Mathematik an der Technischen Hochschule Karlsruhe, wurde aber 1937 entlassen, da er mit der Jüdin Martha Pöschl, geborene Mitzky, verheiratet war. Bis 1945 arbeitete er dann bei Leitz in Wetzlar. 1945 war er wieder Professor in Karlsruhe, wo er 1946/47 Rektor war. 1952 ging er in den Ruhestand.
Er war korrespondierendes Mitglied der Österreichischen Akademie der Wissenschaften.
Zu seien Schülern gehört Karl Klotter. Der Mathematiker Klaus Pöschl war sein Sohn.

## Schriften
- Einführung in die Mechanik, Springer, 1917.
- Einführung in die analytische Mechanik, G. Braun, Karlsruhe 1949.
- Lehrbuch der technischen Mechanik für Ingenieure und Physiker, Springer, 1930, Band 2 1936.
- Einführung in die ebene Getriebelehre, Springer, 1932.